# مايك جارسون
مايك جارسون (بالإنجليزية: Mike Garson)‏ هو ملحن وعازف بيانو أمريكي، ولد في 29 يوليو 1945 في نيويورك في الولايات المتحدة.

## وصلات خارجية
- الموقع الرسمي
- مايك جارسون على موقع IMDb (الإنجليزية)
- مايك جارسون على موقع ألو سيني (الفرنسية)
- مايك جارسون على موقع ميوزك برينز (الإنجليزية)
- مايك جارسون على موقع أول موفي (الإنجليزية)
- مايك جارسون على موقع أول ميوزيك (الإنجليزية)
- مايك جارسون على موقع ديسكوغز (الإنجليزية)
- مايك جارسون على موقع كينوبويسك (الروسية)